# Wagon surbaissé
Le wagon surbaissé est un type de wagon ferroviaire spécial (de type UIC-U) destiné au transport des charges volumineuses. Il se distingue du wagon plat par un plancher abaissé en partie centrale et parfois se terminant en col de cygne pour passer au-dessus des bogies.
Les wagons destinés aux charges les plus lourdes reposent sur un train de plusieurs bogies. Les plus impressionnants sont les wagons « mille-pattes ».

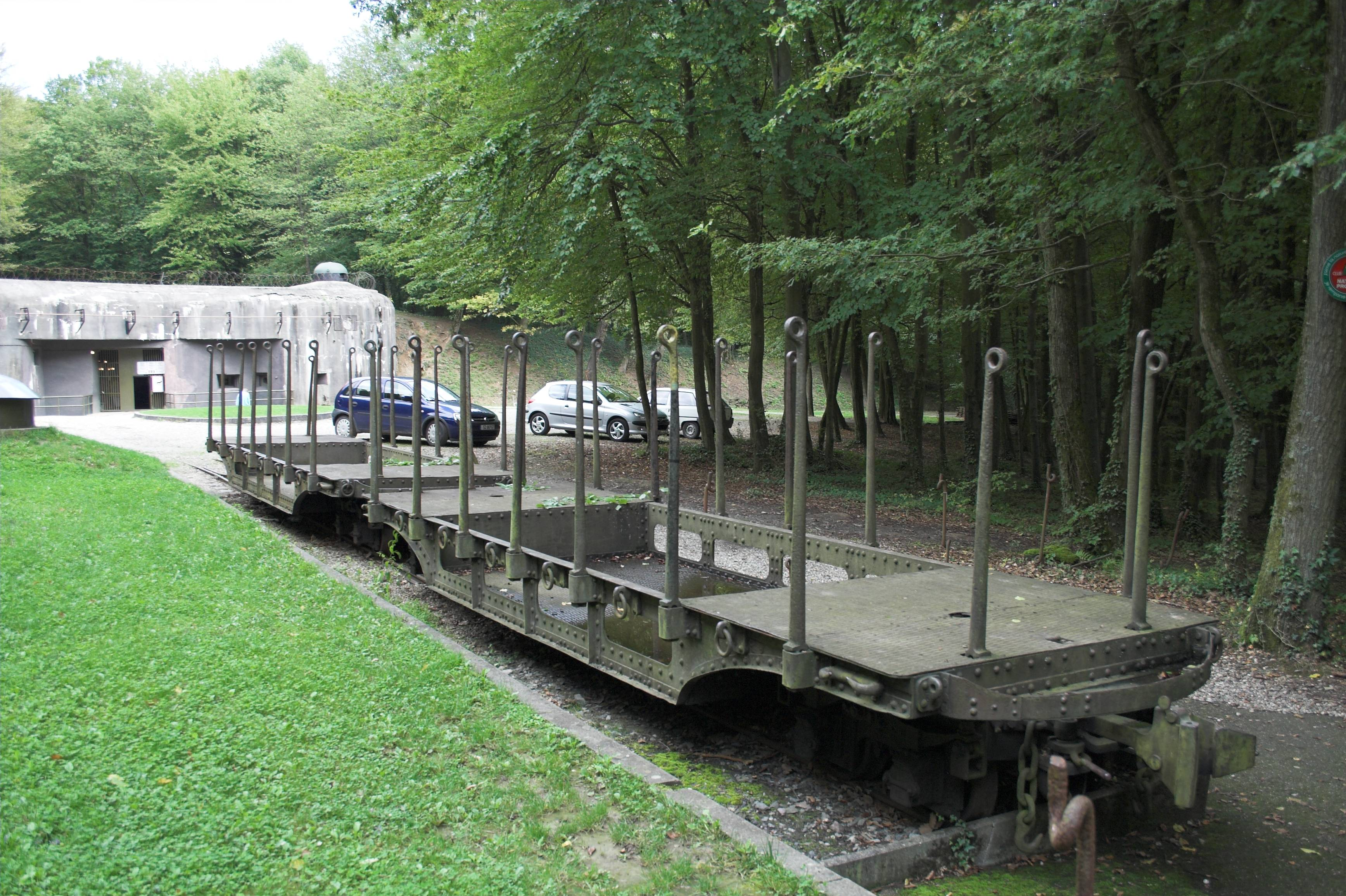
Wagon à poche du fort Schoenenbourg, France.
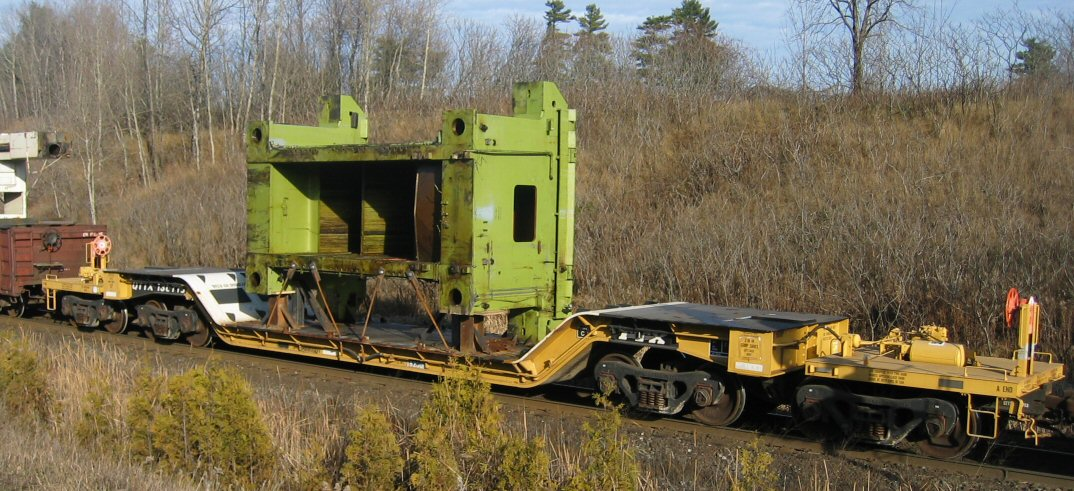
Wagon surbaissé sur quatre (4) bogies.
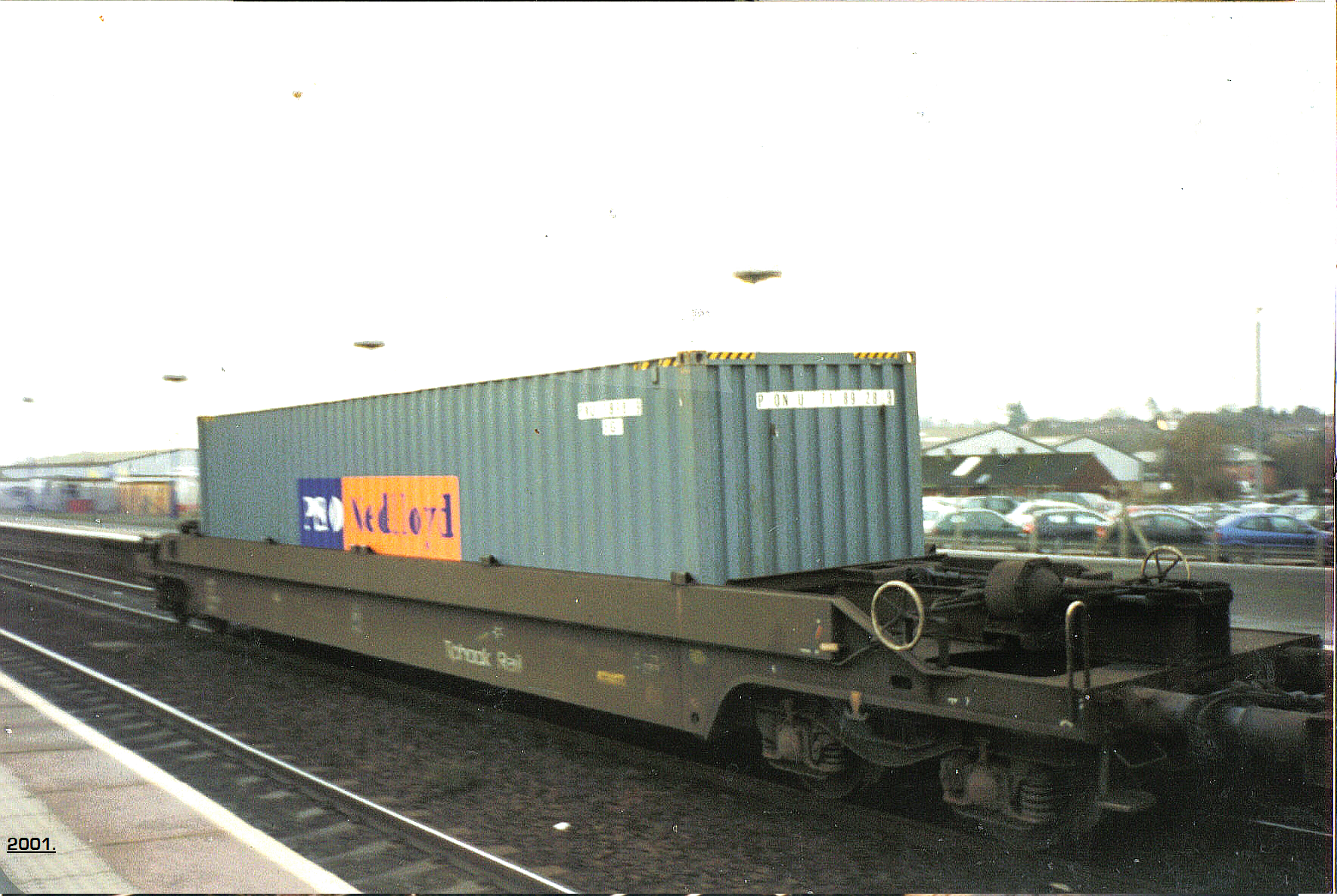
Well wagon chargé d'un seul conteneur (une double charge n'est pas possible au Royaume-Uni).
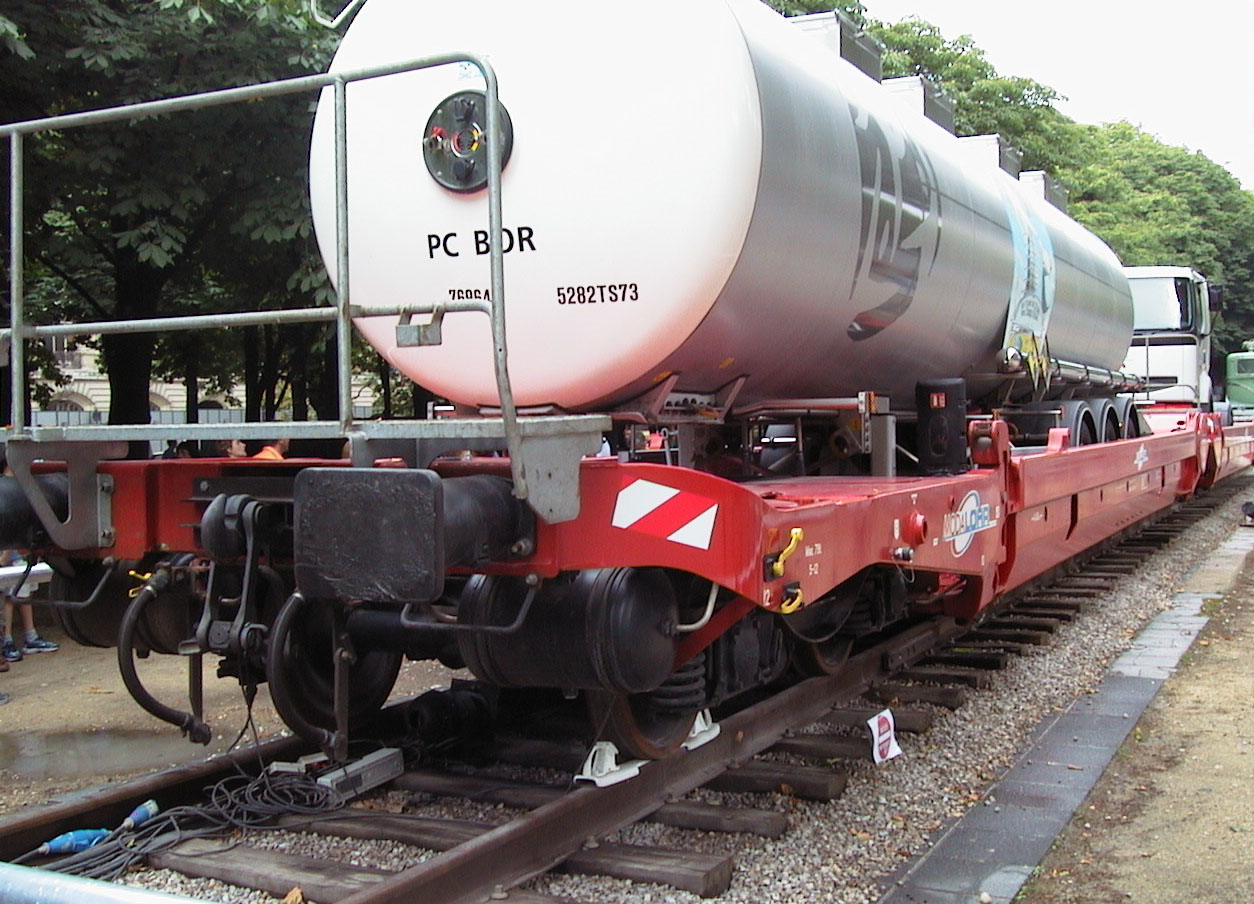
Modalohr.